# Charlie Zaa

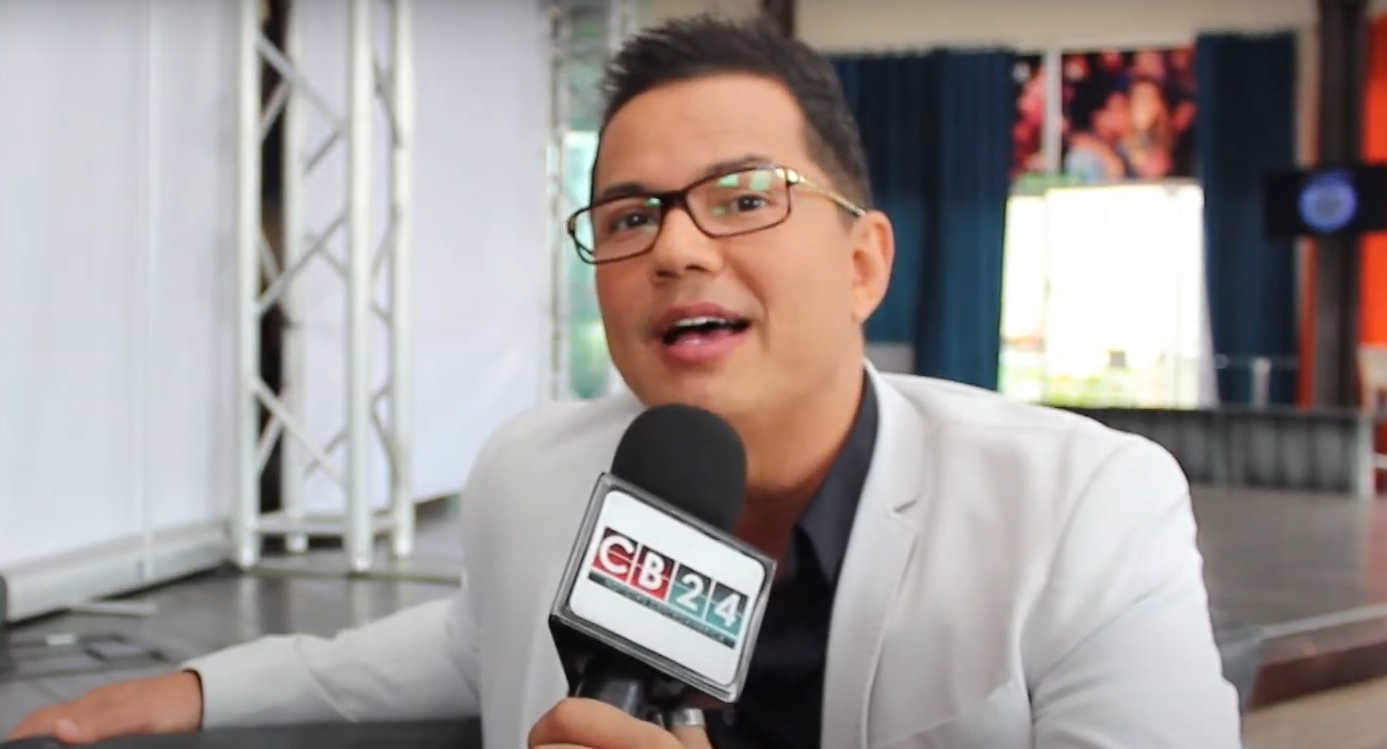
Charlie Zaa, 2017

Charlie Zaa (* 30. Januar 1974 in Girardot, Departamento de Cundinamarca; eigentlich Carlos Alberto Sánchez) ist ein kolumbianischer Sänger, der seine Solokarriere 1996 begann.

## Leben
Der Sohn des kolumbianischen Sängers Luis Humberto Sánchez kam eher durch Zufall zu seiner musikalischen Laufbahn. Im Alter von 6 Jahren hatte er damit begonnen, seinen Vater zu imitieren. Als sein Vater kurz vor einem Auftritt krank wurde, sprang der erst zwölfjährige Carlos Alberto ein und nahm an seiner Stelle den Auftritt wahr. Das begeisterte Publikum feierte den talentierten Nachwuchssänger, dessen weitere Laufbahn somit vorgezeichnet war. Zunächst schloss er sich den Gruppen Grupo Niche und Guayacán an, bevor er seine Solokarriere startete und 1996 sein erstes Album Sentimientos herausbrachte.
Seine Alben Sentimientos, Un Segundo Sentimiento, De Bohemia und Mi Mejor Regalo schafften es jeweils an die Spitze der Billboard Tropical Album-Charts.

## Trivia
Lauren Mia Sánchez, die seinerzeit 17-jährige Tochter von Charlie Zaa, war am Valentinstag 2018 eine der Überlebenden des Schulmassakers von Parkland, bei dem der 19-jährige Nikolas Cruz an seiner ehemaligen Schule 14 Schüler und drei Erwachsene erschoss.

## Diskografie

### Alben
| Jahr | Titel                  | Höchstplatzierung, Gesamtwochen, AuszeichnungChartplatzierungen (Jahr, Titel, Platzierungen, Wochen, Auszeichnungen, Anmerkungen) | Höchstplatzierung, Gesamtwochen, AuszeichnungChartplatzierungen (Jahr, Titel, Platzierungen, Wochen, Auszeichnungen, Anmerkungen) | Anmerkungen |
| Jahr | Titel                  | US | Latin | Anmerkungen |
| ---- | ---------------------- | --- | --- | ----------- |
| 1996 | Sentimientos           | US185 Platin · (2 Wo.)US | Latin1 Diamant · (74 Wo.)Latin |             |
| 1998 | Un Segundo Sentimiento | US193 (1 Wo.)US | Latin2 ×4Vierfachplatin · (46 Wo.)Latin                                                                                           |             |
| 1999 | Remixes                | — | Latin23 (9 Wo.)Latin |             |
| 2000 | Ciego De Amor          | — | Latin4 (28 Wo.)Latin |             |
| 2001 | De Un Solo Sentimiento | — | Latin3 ×2Doppelplatin · (38 Wo.)Latin                                                                                             |             |
| 2002 | Grandes Sentimientos   | — | Latin54 (2 Wo.)Latin |             |
| 2004 | Puro Sentimiento       | — | Latin38 (11 Wo.)Latin |             |
| 2009 | De Bohemia             | US158 (1 Wo.)US | Latin1 Gold · (24 Wo.)Latin |             |
| 2015 | Mi Mejor Regalo        | — | Latin3 (8 Wo.)Latin |             |
| 2017 | Celebración            | — | Latin24 (2 Wo.)Latin |             |

Weitere Alben
- 2005: Bachata Con Puro Sentimiento
- 2013: En Otro Tiempo
- 2015: Idiota

### Singles
| Jahr | Titel Album                                                      | Höchstplatzierung, Gesamtwochen, AuszeichnungChartsChartplatzierungen (Jahr, Titel, Album, Platzierungen, Wochen, Auszeichnungen, Anmerkungen) | Anmerkungen |
| Jahr | Titel Album                                                      | Latin | Anmerkungen |
| ---- | ---------------------------------------------------------------- | --- | ----------- |
| 1997 | Deseos Sentimientos                                              | Latin31 (4 Wo.)Latin |             |
| 1998 | Desenganos (Derrumbes, Por Que Eres Asi?) Un Segundo Sentimiento | Latin17 (11 Wo.)Latin |             |
| 1998 | Sentimientos (Un Disco Mas, Niegalo Todo) Sentimientos           | Latin16 (11 Wo.)Latin |             |
| 1999 | Amores (Esclavo Y Amo, Entrega Total) Un Segundo Sentimiento     | Latin26 (3 Wo.)Latin |             |
| 2000 | Donde Esta El Amor Ciego De Amor                                 | Latin2 (16 Wo.)Latin |             |
| 2000 | Por Tu Amor Ciego De Amor                                        | Latin12 (12 Wo.)Latin |             |
| 2002 | Flor Sin Retono De Un Solo Sentimiento                           | Latin1 (26 Wo.)Latin |             |
| 2004 | Llora Corazon Puro Sentimiento                                   | Latin37 (3 Wo.)Latin |             |

## Auszeichnungen für Musikverkäufe
| Goldene Schallplatte - Mexiko - 2019: für das Album Celebración 2× Goldene Schallplatte - Mexiko - 2001: für das Album Un Segundo Sentimiento |

Anmerkung: Auszeichnungen in Ländern aus den Charttabellen bzw. Chartboxen sind in ebendiesen zu finden.
| Land/RegionAuszeichnungen für Musikverkäufe (Land/Region, Auszeichnungen, Verkäufe, Quellen) | Gold     | Platin     | Diamant  | Verkäufe  | Quellen         |
| -------------------------------------------------------------------------------------------- | -------- | ---------- | -------- | --------- | --------------- |
| Mexiko (AMPROFON)                                                                            | 3× Gold3 | —          | —        | 180.000   | amprofon.com.mx |
| Vereinigte Staaten (RIAA)                                                                    | Gold1    | 7× Platin7 | Diamant1 | 1.990.000 | riaa.com        |
| Insgesamt                                                                                    | 4× Gold4 | 7× Platin7 | Diamant1 |           |                 |